# The Psycho Realm
The Psycho Realm es un grupo de rap underground de Los Ángeles formado por Big Duke (retirado), B-Real de Cypress Hill (sólo temporalmente), Cynic, Sick Jacken y Dj F.M.

## Biografía
Sick Jacken y Big Duke ambos hermanos y originarios de la ciudad de Mazatlán Sinaloa México.
Psycho Realm fue formado a finales de los 80 por los hermanos de ascendencia mexicana Sick Jacken (Joaquin González) y Big Duke (Gustavo González) del área de Pico-Union en el centro de Los Ángeles. Ellos conocieron a B-Real (Louis Freeze) de Cypress Hill en 1993 después de que 
B-Real los viera en una presentación en la calle Olvera en el Centro de Los Ángeles, él los contactó después del espectáculo, y se unió al grupo unos años más tarde.
Su música tiene más de un sonido tipo político espiritual con experiencias de vida de 
la calle.
Cuando Cypress Hill decide una separación temporal en 1996, B-Real se une a 
Psycho Realm y sacan su primer disco en 1997 titulado The Psycho Realm, precedido por los sencillos Psycho City Blocks y Stone Garden.
En 1998 B-Real se vuelve a unir a Cypress Hill, mientras que en 1999 Psycho Realm saca su segundo disco A War Story Book: I con el percusionista Bobo (de Cypress Hill), precedido por el sencillo Sick Dogs bajo su sello independiente Sick Symphonies Record Label. B-real solo participó en un tema del álbum.
Psycho Realm también contrató a Street Platoon en su sello Sick Symphonies, grupo del que proviene el mc que reemplazaría a Big Duke unos años más tarde, Cynic.
Un duro golpe para el grupo ocurre el 29 de enero de 1999, un mes antes de la fecha prevista del lanzamiento de su segundo trabajo. Dispararon en el cuello a Big Duke al intentar separar una pelea en la hamburguesería Tommy’s entre las avenidas Rampart y Beverly. Big Duke quedó paralizado de cuello para abajo y su tirador Robert Gorcsi, un joven de 24 años que estaba bajo libertad condicional, fue detenido y su fianza fijada en 1,6 millones de dólares. Finalmente el agresor entró en la cárcel acusado de intento de asesinato.
En el año 2003 sacaron su tercer álbum, A War Story Book: II, el cual había sido grabado antes de que Big Duke sufriera el percance.
En 2005 Sick Jacken, en compañía de Street Platoon y DJ F.M. lanzó el disco de Sick Symphonies titulado Sickside Stories. De este álbum se extrajeron como sencillos los temas In This Lifetime y Streets Up. The Psycho Realm vuelve a salir de gira, pero esta vez con un nuevo equipo: Sick Jacken, Cynic, Crow Soto y DJ F.M. (estos tres últimos miembros del grupo Street Platoon). En el 2006, The Psycho Realm se afilió a los colectivos Soul Assassins y Coka Nostra.
Terror Tapes, Vol. 1 fue un álbum en el que Sick Jacken y Cynic sacaron a relucir el talento latino dentro de Estados Unidos, tomando pistas de raperos comerciales y adaptándolas a su propio estilo en las letras.
En 2007 sacaron a la luz dos trabajos. El primero, Street Mixes, Vol. 1, donde DJ F.M. mezcla canciones de Psycho Realm, Street Platoon, Public Enemy, Rage Against The Machine y DJ Shadow, entre otros.
Y el segundo, un largamente esperado álbum titulado The Legend of the Mask and the Assassin donde de nuevo Sick Jacken y Cynic se hicieron cargo de las letras. La parte musical estuvo a cargo de DJ Muggs de Cypress Hill.
Psycho Realm marcaron para la sociedad chicana estadounidense una década dorada en el hip-hop, llegando a ser uno de los grupos más conocidos y representativos de esta vertiente de la cultura.'''''
En 2013 Miguel Ángel Soler "Sicario" Mc miembro del mítico grupo de rap Español "HABLANDO EN PLATA SQUAD" ficha por el sello Rebel Music Group (RMG) y sale a la venta "Mitología Criminal", el primer LP en solitario de Sicario, grabado, mezclado y masterizado íntegramente en Drug Lab - Los Ángeles (California)- con el apoyo de Soul Assassins y The Psycho Realm de los que, desde entonces, forma parte, convirtiéndose en el primer y único rapero europeo perteneciente a los mismos.

## Discografía

### Álbumes
Como The Psycho Realm:
- The Psycho Realm (1997)
- The Unreleased (1999)
- A War Story Book: I (2000)
- A War Story Book: II (2003)
- A Pandemic Story (2021)

Como The Psycho Realm Presenta:
- El Chavo y El Ferruco (2005)
- THE PSYCHO REALM PRESENTA:

SICARIO - Mitología Criminal (2013) 
(Tercer disco en solitario de Sicario, miembro del mítico grupo Español, Hablando en Plata Squad, grabado, mezclado y masterizado en L.A. California, en los estudios DrugLab, producido por Cynic, Sick Jacken y Dj Muggs).
Como Sick Symphonies:
- Sickside Stories (2005)
- Sick Jacken and Cynic: Terror Tapes, Vol. 1 (2006)
- Sick Jacken and Cynic: Terror Tapes, Vol. 2 (2012)

Como Sick Jacken:
- Stray Bullets (2009)
- Psychodelic (2016)

Otros Álbumes:
- DJ F.M. Street Mixes, Vol. 1
- DJ Muggs vs Sick Jacken (Feat. Cynic of Street Platoon): The Legend Of The Mask and the Assassin (2007)

### Sencillos
- Psycho City Blocks (1997)
- Showdown (1997)
- Stone Garden (1997)
- Sick Dogs (1999)
- La Loquera (2005)
- Live In Monterrey (2005)
- In This Lifetime (2005)
- Streets Up (2006)
- 2 Sides 2 Every Story (2007)
- The Mask And The Assassin (2007)
- El Barrio (2007)
- Land Of Shadows (2007)
- I'm Gone (2012)
- Brain Damage (2016)